# National Bureau of Economic Research
National Bureau of Economic Research (NBER) é uma organização sem fins lucrativos norte-americana voltada para pesquisa e "comprometida em realizar e disseminar pesquisas econômicas imparciais entre formuladores de políticas públicas, profissionais de negócios e a comunidade acadêmica". A NBER é conhecida por fornecer datas de início e término para recessões nos Estados Unidos. 
Muitos dos presidentes do Conselho de Assessores Econômicos foram associados da NBER, incluindo o ex-presidente do NBER e o professor de Harvard, Martin Feldstein. O atual presidente e CEO do NBER é o professor James M. Poterba, do MIT. 